# Karusasaurus polyzonus
Karusasaurus polyzonus — вид ящірок родини поясохвостів (Cordylidae). Мешкає в Південно-Африканській Республіці і Намібії.

## Поширення і екологія
Karusasaurus polyzonus мешкають на заході і в центрі ПАР та на південному заході Намібії. Вони живуть в сухих саванах і пустищах Кару, серед скель і валунів, трапляються на скелястому морському узбережжі.